# میک (مجله)
مجله میک (به انگلیسی: MAKE) یک مجله آمریکایی است و هر دو ماه یک بار توسط رسانه میک منتشر می‌شود که تمرکز آن بر عبارت خودت انجام بده است. در اصل این مجله تلاش می‌کند تا پروژه‌هایی در زمینه الکترونیک، برق، کامپیوتر، مکانیک، آهنگری، نجاری و … را به کاربران ارائه دهد تا آن‌ها بتوانند خودشان و در خانه آن‌ها را بسازند. همچنین تلاش می‌کند پروژه‌های پیچیده را با استفاده از وسایل ساده موجود در خانه طراحی و به شما آموزش دهد.
اولین مجله میک در ژانویه ۲۰۰۵ منتشر است.